# Romanzo di Esopo
Il Romanzo di Esopo, chiamato anche Vita di Esopo (in latino Vita Aesopi, in greco antico: Αἰσώπου βίος?), è la leggendaria narrazione biografica della vita di Esopo, tramandata in forma scritta probabilmente fin dal I-II secolo d.C.

## Origini
Fin dagli inizi del XX secolo i filologi hanno evidenziato che un'intera parte della biografia esopica è la riproposizione in chiave greca di un testo medio-orientale molto famoso e importante, la Storia di Ahikar, la cui redazione più antica è in lingua aramaica su un papiro del V secolo a.C., ma che data forse al VII secolo a.C. L'opera era nota in Grecia fin dal VI-V secolo a.C.
Il testo ci è giunto tramite due recensioni principali ed una secondaria; rispettivamente: 
- G,[3] il cui archetipo è situato nel II secolo,[4]
- W,[5] il cui archetipo è situato tra il IV ed il V secolo,[4]
- Planudea/Accursiana,[6] composta attorno al 1300, forse da Massimo Planude.[4] Unica disponibile dal Rinascimento fino al 1845, in realtà non è che una rielaborazione di W.[7]

Inizialmente si riteneva che W e G derivassero da un archetipo comune del I-II secolo d.C., ma che G fosse comunque più fedele all'originale, mentre studi successivi basati anche su frammenti papiracei hanno fatto spostare l'opinione verso la maggiore arcaicità di W.
A parte queste quattro versioni, tutte in greco, ce n'è una in latino, chiamata Lolliniana, riadattata per un pubblico cristiano, e piuttosto carente in qualità.

## Trama
Esistono, dunque, versioni multiple dell'opera, a volte contraddittorie. 
Esopo è uno schiavo di origine frigia sull'isola di Samo ed è estremamente brutto. All'inizio gli manca il potere della parola, ma dopo aver mostrato benevolenza a una sacerdotessa di Iside, gli è concessa dalla dea non solo la parola, ma il dono di una narrazione sagace, che usa alternativamente per aiutare e confondere il suo maestro, Xanto, imbarazzando il filosofo di fronte ai suoi studenti e anche a letto con sua moglie. 
Dopo aver interpretato un segno per il popolo di Samo, Esopo viene liberato e funge da emissario tra i Sami e il re Creso. In seguito si reca alle corti di Licurgo di Babilonia e Nectanebo d'Egitto - entrambi regnanti immaginari - in una sezione che sembra prendere molto in prestito dalla summenzionata storia di Ahikar.
La storia si conclude con il viaggio di Esopo a Delfi, dove egli irrita i cittadini raccontando favole insultanti; viene quindi condannato a morte e, dopo aver maledetto il popolo di Delfi, è gettato in un baratro. Mentre la recensione G esplicita un odio intercorrente tra il dio Apollo ed Esopo, la recensione W ne tace. È stato sottolineato da qualche autore che i primi riferimenti a questo ostilità compaiono in un papiro del VII secolo, ossia in età bizantina, mentre tutti gli autori ed i papiri precedenti sembrano non essere partecipi di questa opinione.
Leggermente differente è anche la morte del favolista: mentre W parla di una pena di morte sotto forma di spinta giù da una rupe (la rupe Hyampeia secondo Plutarco), due papiri introducono una lapidazione seguita da lancio nel dirupo. Secondo G, infine, Esopo, rincrescendogli di essere ucciso "da spregevoli schiavi", si getterebbe autonomamente nel baratro.